# جانسون (ایندیانا)
جانسون (به انگلیسی: Johnson) یک منطقهٔ مسکونی در ایالات متحده آمریکا است که در شهرستان گیبسون، ایندیانا واقع شده‌است. جانسون ۱۳۱ متر بالاتر از سطح دریا واقع شده‌است.